# Hemiergis
Genre
Hemiergis est un genre de sauriens de la famille des Scincidae.

## Répartition
Les espèces de ce genre sont endémiques d'Australie.

## Liste des espèces
Selon The Reptile Database (9 août 2013) :
- Hemiergis decresiensis (Cuvier, 1829)
- Hemiergis gracilipes (Steindachner, 1870)
- Hemiergis initialis (Werner, 1910)
- Hemiergis millewae Coventry, 1976
- Hemiergis peronii (Gray, 1831)
- Hemiergis quadrilineata (Duméril & Bibron, 1839)
- Hemiergis talbingoensis Copland, 1946

## Publication originale
- Wagler, 1830 : Natürliches System der Amphibien : mit vorangehender Classification der Säugethiere und Vögel : ein Beitrag zur vergleichenden Zoologie. München p. 1-354 (texte intégral).